# Francisco Pérez Perdomo
Francisco Pérez Perdomo (Boconó, Trujillo, Venezuela, 1930 - Caracas, Venezuela, 26 de mayo de 2013) fue un poeta y crítico literario venezolano.

## Datos biográficos
Francisco Pérez Perdomo nació en Sabana Libre, en el estado de Trujillo, en el año de 1930. Existe una confusión sobre su nacimiento, pues se piensa que nació en Boconó, pero en una entrevista que Pérez Perdomo concedió en 1985 comentó que nació en Sabana Libre y que a los pocos días de haber nacido su familia lo llevó a Boconó. En este último lugar, y en el anexo de San Miguel, cursó estudios de primaria y secundaria; sin embargo, concluyó su bachillerato en Caracas.
Estudió Derecho en la Universidad Central de Venezuela (UCV). Laboró durante años como funcionario cultural en el Instituto Nacional de Cultura y Bellas Artes (INCIBA), luego en el Consejo Nacional de la Cultura (CONAC). Fue jefe de redacción de la Revista Nacional de Cultura. También ejerció de crítico literario en diversos medios.
Francisco Pérez Perdomo falleció el domingo 26 de mayo de 2013 en la ciudad de Caracas.

## Trayectoria poética
En su trayectoria como poeta, formó parte de los grupos El Techo de la Ballena y Sardio, fundando la revista del mismo nombre. En 1980 es galardonado con el premio Nacional de Literatura de Venezuela, y en 1988 recibe el premio Municipal de Poesía del Distrito Federal.
Su primer libro fue Fantasmas y enfermedades (1961).  En Los venenos fieles (1963) utiliza elementos de humor negro y temas cotidianos. Con el poemario La depravación de los astros es distinguido en 1966 con el premio de la Bienal José Rafael Pocaterra. En 1971 toda su obra poética hasta ese momento es publicada en el volumen Huéspedes nocturnos. Posteriormente publicara otros libros que cimentarían su influencia en la poesía venezolana. 
Según Julio Miranda: "La poesía de Pérez Perdomo convoca adjetivos como lúgubre, onírica, alucinada, hechizante, teatral, hermética, recordándose la influencia de Franz Kafka, Henri Michaux y José Antonio Ramos Sucre. Aunque se ha señalado la diferencia de su lírica respecto a la de los otros miembros del Techo de la Ballena, para Ángel Rama, él y Juan Calzadilla son los dos poetas centrales del grupo".

## Obras

### Poesía
- Fantasmas y enfermedades. Caracas: Sardio, 1961.
- Los venenos fieles. Caracas: El Techo de la Ballena, 1963.
- La depravación de los astros. Caracas: Editorial Arte - Universidad de Carabobo, 1966.
- Huéspedes nocturnos [Obra poética 1961-1970]. Caracas: Monte Ávila editores, 1971. (Colección Altazor). [Contiene los tres anteriores libros y el inédito Huéspedes nocturnos].
- Ceremonias. Caracas: Monte Ávila, 1976. (Altazor).
- Círculo de sombras. Caracas: Monte Ávila, 1980. (Altazor).
- Los ritos secretos. Caracas: Monte Ávila, 1988. (Altazor). ISBN 978-98001-024-0-4.
- El sonido de otro tiempo. Caracas: Monte Ávila, 1991. ISBN 978-98001-051-5-3.
- Y también sin espacio. Caracas: Fundarte - Alcaldía de Caracas, 1996. (Delta; 38). ISBN 978-98025-328-2-7.
- El límite infinito. Caracas: Monte Ávila, 1997. ISBN 978-98001-098-7-8.
- Recital. Caracas: Espacios Unión, 2000. (Jueves de poesía: Ciclo Poetas en voz mayor; 42).
- La casa de la noche. Caracas: Omar editores, 2001. ISBN 978-98007-758-0-6.
- Con los ojos muy largos. Caracas: Monte Ávila, 2006. ISBN 978-98001-137-7-6.
- Eclipse. Caracas: edición del autor, 2008. ISBN 978-98012-340-5-0.
- El hilo equívoco de los vocablos [Antología poética]. Compilación y notas de Miguel Chillida. Selección de Juan Calzadilla y Francisco Ardiles. Prólogo de F. Ardiles. Caracas: Monte Ávila, 2014. (Altazor). ISBN 978-980-01-1986-0.

### Ensayo
- Lecturas. Caracas: Academia Nacional de la Historia, 1994. (El Libro Menor; 212). ISBN 978-98022-284-0-9.

### Edición
- José Antonio Ramos Sucre. Antología poética. Selección e introducción de F. P. P. Caracas: Monte Ávila, 1969. Cuarta edición: 2005.